# ショートストロー
ショートストロー(英語: Shortstraw)は、南アフリカのロックバンド。 
母国で独自に立ち上げた、ソニー・ミュージックを配給会社とするBoosh Recordsに所属している。

## 歴史
2007年、オリバー・ネイサン（ドラム）とアラステア・トーマス（ボーカル、ギター）の二人組で結成。 翌2008年にジェイソン・ハートフォード（ギター、キーボード）が、その翌年フィル・ブライアリー（ベース）がバンドに加わった。 しかし2011年、後から加入した2人がバンドを去り、ガド・デ・コームズ（キーボード）、トム・レビントン（ギター）、ラッセル・グラント（ベース）に取って代わった。 2013年6月にドラマーのネイサンに代わってジェイク・ルビンスタインが加入し、現在に至る。
ネイサン、トーマス、ハートフォードの三人組であったバンドは2008年後半、初のEP「We Slept Through it All」をレコーディングする際、ライブで再現するためにはベーシストが必要であることに気づいた。これを解決するため、2009年ベーシストとしてフィル・ブライアリーを採用し、最初のラインナップを完成させた。その後2年間、バンドは南アフリカ全土でたくさん演奏して回ったが、2011年、ジェイソンとフィルが、各々の興味を追求するためにバンドを去る。代わりにガド・デ・コームズ（キーボード）、トム・レビントン（ギター）、ラッセル・グラント（ベース）を迎え入れて五人組の体制を整えた。
2011年、友人のクリス・ブリンクによるミックス、マスタリングのもとデビューアルバム「You're Underfed、I'm Wonderful」をリリース。アルバムがリリースされる直前にデ・コームズ、レビントン、グラントがバンドに加わった。このアルバムは南アフリカ全土で好評を博し、2012年後半に日産エクストレイルの広告で話題となった「One Long Day」のミュージックビデオがMKトップ10ミュージックビデオチャートで1位を獲得。バンドは、MKミュージックビデオプロジェクトを通じて、「Waterworks」のミュージックビデオを制作するための助成金を得た。  2013年、バンドは「One Long Day」のミュージックビデオでBestIndie MKAwardを受賞した。
2013年4月、バンドはセカンドアルバム「Good Morning, Sunshine」をリリース。このアルバムは、ヨハネスブルグのローズバンクにあるHigh Seas Recordsで録音され、そこに所属するジャック・デュ・プレシスとマルク・デ・ラ・ケラによってプロデュースされた。また、グラミー賞受賞歴をもつプロデューサー、ダリル・トア が「Gimme My Fix」、ケープタウンを拠点とするプロデューサーのティージェイ・テレブランケは「Bikini Weather」の制作に携わった。南アフリカの人気バンド、デズモンド・アンド・ザ・チュチュスのボーカルであるシェーン・デュラン、地元のヒップホップスターZubzがアルバムにゲスト出演した。このアルバムは、全楽曲が新しい五人組ののラインナップによって制作および録音された最初のアルバムであった。結果として、バンドとしてはより成熟しバランスの取れたサウンドになった。
2014年2月にケープタウンで開催された"アップザクリーク"フェスティバルでは、ショートストローがハイライトの1つとみなされた。アルバム「Good Morning, Sunshine」は2014年のMKアワードでベストアルバム賞を受賞した。タイトルトラック「Good Morning, Sunshine」は5FMのTop 40において3位、「Couch Poteto」は4位、「Bikini Weather」は19位にそれぞれランクインした。また、「Good Morning, Sunshine」のミュージックビデオは南アフリカのMTVロックチャートで1位に輝いた。2011年リリースのファーストアルバム「You're Underfed, I'm Wonderful」収録の「Waterworks」は、2014年のMKアワードで最優秀ビデオに選ばれた。
2015年1月5日、サードアルバム「Youthless」リリース。2月15日には、ヨハネスブルグのThe Basslineにおいて、特別ゲストのSawagiとともにアルバムの発売を公式に祝った。2017年9月1日、4枚目のアルバム「Those Meddling Kids」リリース。

## 受賞歴
受賞
- 2012年度MK MVP賞 (Waterworks)[9]
- MKアワード2013 最優秀インディー楽曲賞 (One Long Day)[10]
- MKアワード2014 最優秀アルバム賞 (Good Morning, Sunshine)[11]
- MKアワード2014 最優秀ビデオ賞 (Waterworks)[12]

ノミネート
- 2014年： MTVアフリカ音楽賞 最優秀オルタナティブ賞[13]

## メンバー
現メンバー
- アラステア・トーマス – ボーカル/ギター
- トム・レビントン – ギター
- ガド・デ・コームズ – キーボード
- ラッセル・グラント – ベース
- ジェイク・ルビンスタイン – ドラム

旧メンバー
- ジェイソン・ハートフォード – ギター/キーボード
- フィル・ブライアリー – ベース
- オリバー・ネイサン – ドラム

## ディスコグラフィ
- We Slept Through it All (2008年) ※EP
- You're Underfed, I'm Wonderful (2011年)
- Good Morning, Sunshine (2013年)
- Youthless (2015年)
- Those Meddling Kids (2017年)

## 来日公演
- 2014年

4月7日 新代田Fever
4月8日 池下CLUB UPSET
4月9日 心斎橋Live House Pangea
4月10日 広島CLUB QUATTRO
4月11日 Kieth Flack
- 2015年

10月12日 (MINAMI WHEEL出演)
10月15日 LIVE HOUSE GATTACA
10月16日 Music Club JANUS
10月17日 池下CLUB UPSET
10月18日 スペースU古河
10月20日 代官山UNIT
10月21日 浜松FORCE
10月22日 北浦和KYARA
10月23日 下北沢THREE
- 2016年 (with Desmond And The Tutus)

9月29日 新代田Fever
10月1日 味園ユニバース
10月4日 池下CLUB UPSET
10月5日 Music Club JANUS
- 2018年

7月5日  新宿NINE SPICES
7月6日 TIGHT ROPE
7月8日 十三FANDANGO
7月9日 新代田Fever
- 2019年 Sawagi Farewell Tour 2019

10月9日 Kieth Flack
10月10日 広島BACK BEAT
10月11日 梅田Shangri-La
10月13日 新代田Fever